# Augusto Romero Lovo
Augusto Romero Lovo (Lima, ?-íb. 18 de junio de 1960) fue un militar y político peruano. Fue ministro de Justicia y Culto (1949-1950); de Gobierno y Policía (1951-1955); y de Trabajo y Asuntos Indígenas (1955-1956), durante el Ochenio de Manuel Odría (1956).

## Trayectoria
Tras el golpe de Estado de 1948 se instaló una Junta Militar de Gobierno, presidida por primero por el general Manuel Odría y luego por el general Zenón Noriega. En el seno de dicha Junta el entonces teniente coronel Augusto Romero Lovo ejerció como Ministro de Justicia y Culto, de 9 de noviembre de 1949 a 28 de julio de 1950. Instalado el gobierno constitucional de Manuel A. Odría, pasó a ser jefe de Estado Mayor de la División Blindada.
En 1951 fue ascendido al grado de coronel. En 1952 fue nombrado Ministro de Gobierno y Policía, formando parte del gabinete ministerial presidido por el general Zenón Noriega, el brazo derecho del presidente Odría. En dicho cargo se mantuvo hasta 1955. Su desempeño fue calificado de bueno, resaltándose su carácter enérgico. Se le recuerda por haber enviado al Congreso el proyecto de ley para conceder  a las mujeres el derecho a la ciudadanía y al sufragio universal, que fue aprobado por ambas cámaras legislativas, dando pase a la ley N.º 12391 de reforma constitucional que modificaba los artículos pertinentes de la Constitución de 1933.
Luego de la revuelta de Arequipa de diciembre de 1955, Odría nombró un nuevo gabinete ministerial presidido por el vicealmirante Roque A. Saldías, en el que figuraba Augusto Romero Lovo como ministro de Trabajo y Asuntos Indígenas.
En febrero de 1960, ya bajo el segundo gobierno de Manuel Prado Ugarteche, fue ascendido a general de división. Falleció en Lima el 18 de junio de 1960 y el gobierno ordenó que en su sepelio se le tributaran honores de Ministro de Estado.

## Condecoraciones
- Legión al Mérito, en el grado de Oficial. Otorgado «por conducta excepcionalmente meritoria en el desempeño de destacados servicios al Gobierno de los Estados Unidos» (1959).